# Prefectura Fukushima
Prefectura Fukushima (福島県 Fukushima-ken?) este o prefectură în Japonia.

## Geografie

Harta prefecturii Fukushima

### Municipii
Prefectura cuprinde 13 localități cu statut de municipiu (市):
| - Aizuwakamatsu - Date - Fukushima (centrul prefectural) - Iwaki | - Kitakata - Kōriyama - Minamisōma | - Motomiya - Nihonmatsu - Shirakawa | - Sōma - Sukagawa - Tamura |

1. ↑   https://saigai.gsi.go.jp/jusho/view/index.html Lipsește sau este vid: |title= (ajutor)
2. ↑   (PDF), Geospatial Information Authority of Japan[*], p. 19 https://www.gsi.go.jp/KOKUJYOHO/MENCHO/backnumber/GSI-menseki20210101.pdf Lipsește sau este vid: |title= (ajutor)